# Adrie Visser
Adriana "Adrie" Visser (nascida em 19 de outubro de 1983) é uma ciclista holandesa que participa em competições de ciclismo de estrada e pista.
Visser começou sua carreira profissional em 2001, quando ela terminou em segundo no campeonato nacional de estrada. Ela chegou em quinto no contrarrelógio. No ciclismo de pista, conquistou seus primeiros títulos nacionais, tornando-se campeã holandesa nos 500 m contrarrelógio e sprint. Também conquistou uma medalha de prata na corrida por pontos. No Campeonato Mundial em Trexlertown, Pensilvânia, Estados Unidos, ela estava em sétimo nos 500 m contrarrelógio e oitavo no sprint e perseguição individual.
Em 2003, Visser conquistou uma medalha de bronze no Campeonato Mundial de Pista em Estugarda, Alemanha. No campeonato nacional do mesmo ano, ela venceu a corrida por pontos, scratch e perseguição individual pela primeira vez. Em maio de 2004, ela ganhou a primeira sessão de Copa do Mundo, em Sydney, onde ela venceu a corrida de scratch antes de terminar em décimo no Campeonato Mundial em Melbourne, Austrália, uma semana depois. Sua primeira conquista no ciclismo de estrada foi a camisa azul para sprints no Eumakumeen Bira em junho de 2004. Um mês depois, ela venceu a primeira prova de estrada em Alblasserdam.
De volta na pista naquele ano, ela conquistou mais três títulos nacionais (corrida por pontos, perseguição individual e scratch). Visser também participou nos Jogos Olímpicos de Verão de 2004 em Atenas, competindo na corrida por pontos e terminando na 11ª posição.
No Campeonato Mundial em Manchester, Inglaterra, em 2005, ela terminou em quarto na corrida de scratch. Ela ficou em quinto na corrida por pontos e em sétimo na perseguição. Em junho, na estrada, venceu o Omloop Middag-Humsterland, Profronde van Stiphout e a corrida em Dalen. Ela ganhou seu segundo evento de pista de Copa do Mundo em Manchester, onde venceu novamente a corrida de scratch, antes de defender seus três títulos nacionais holandeses.
2006 começou bem quando, em janeiro, Visser venceu Egmond-Pier-Egmond. Em março, ela venceu a corrida de estrada em Oud Vossemeer. Terminou entre as dez melhores tanto no campeonato de estrada e o contrarrelógio (7º e 9º). Entre 15 de junho e 1 de agosto, ela venceu quatro corridas de estrada; (Ochten), Barendrecht, Alblasserdam e Surhuisterveen). O treinador nacional holandês, Egon van Kessel, selecionou-a para o Campeonato Mundial, novamente seguindo estes resultados.
Em 31 de março de 2007, Visser obteve a medalha de bronze na corrida de scratch do Campeonato Mundial de Pista em Palma de Maiorca, organizado pela União Ciclística Internacional (UCI). Duas semanas depois, conquistou sua primeira grande corrida de Copa do Mundo de Estrada, o Tour de Drenthe (Países Baixos).